# Marian Havel
Pour les articles homonymes, voir Havel (homonymie).
Marian Havel (né le 26 janvier 1984 à Jihlava en République tchèque) est un joueur de hockey sur glace qui évolue au poste d'attaquant.

## Carrière en club
Formé au HC Dukla Jihlava, Marian se révèle être un jeune très prometteur. Ainsi, il tente sa chance dans la difficile Ligue de hockey de l'Ouest avec les Giants de Vancouver. Il y réussit une saison remarquable, ce qui lui vaut d'être repêché en sixième ronde par les Capitals de Washington. L'équipe de la capitale l'envoie dans son équipe-ferme des Broncos de Swift Current mais il y déçoit. Il retourne alors au pays mais il échoue à se faire une place sur les premières lignes de son club formateur.
Durant l'été 2007, Jaroslav Sikl, l'entraîneur du modeste club français des Chiefs de Garges ne peut rentrer en France. Mais il décide de choisir lui-même l'homme capable de le remplacer à la pointe de l'attaque gargeoise. Ainsi, il propose à Marian de relancer sa carrière dans un nouveau pays. Cette première saison en France lui donne l'occasion de se relancer, bien épaulé en cela par la première ligne de son nouveau club. Marian Havel termine cette saison française au 12e rang des pointeurs.
Lors de la 13e journée du Championnat de Division 1, il s'en prend aux officiels du match et écope d'une très lourde suspension : deux ans ferme avec extension internationale. Cela met un coup d'arrêt important à la carrière de Marian.

## Clubs successifs
- HC Dukla Jihlava : jusqu'en 1999
- Musketeers de Sioux City : de 1999 à 2000
- HC Dukla Jihlava : de 2000 à 2001
- Giants de Vancouver : de 2001 à 2002
- Broncos de Swift Current : de 2002 à 2003
- HC Slavia Prague : en 2003
- HC Dukla Jihlava : de 2003 à 2005
- HC Zdár nad Sázavou : en 2005
- HC Dukla Jihlava : en 2006
- HC Benatky nad Jizerou : en 2007
- Chiefs de Garges : depuis 2007.

## Statistiques
Pour les significations des abréviations, voir Statistiques du hockey sur glace.
| Saison    | Équipe                   | Ligue             |                            | Saison régulière           | Saison régulière           | Saison régulière           | Saison régulière           | Saison régulière           |                            | Séries éliminatoires       | Séries éliminatoires       | Séries éliminatoires       | Séries éliminatoires | Séries éliminatoires |
| Saison    | Équipe                   | Ligue             | PJ                         | B                          | A                          | Pts                        | Pun                        | PJ                         | B                          | A                          | Pts                        | Pun                        |                      |                      |
| 1995-1998 | HC Dukla Jihlava         | Tch-mineur        |                            |                            |                            |                            |                            |                            |                            |                            |                            |                            |                      |                      |
| 1997-1998 | HC Dukla Jihlava         | Tch-U18           | 39                         | 6                          | 2                          | 8                          |                            |                            |                            |                            |                            |                            |                      |                      |
| 1998-1999 | HC Dukla Jihlava         | Tch-U18           | 42                         | 19                         | 22                         | 41                         |                            |                            |                            |                            |                            |                            |                      |                      |
| 1998-1999 | HC Dukla Jihlava         | Tch-U20           | 1                          | 1                          | 0                          | 1                          |                            |                            |                            |                            |                            |                            |                      |                      |
| 1999-2000 | Musketeers de Sioux City | USHL              | 4                          | 0                          | 1                          | 1                          |                            |                            |                            |                            |                            |                            |                      |                      |
| 2000-2001 | HC Dukla Jihlava         | Tch-U20           | 21                         | 20                         | 28                         | 28                         | 100                        |                            |                            |                            |                            |                            |                      |                      |
| 2000-2001 | HC Dukla Jihlava         | 1.Liga Tchèque    | 23                         | 2                          | 2                          | 4                          | 14                         | 3                          | 0                          | 0                          | 0                          | 0                          |                      |                      |
| 2001-2002 | Giants de Vancouver      | LHOu              | 67                         | 17                         | 16                         | 33                         | 83                         |                            |                            |                            |                            |                            |                      |                      |
| 2002-2003 | Broncos de Swift Current | LHOu              | 61                         | 9                          | 21                         | 30                         | 58                         | 4                          | 0                          | 0                          | 0                          | 2                          |                      |                      |
| 2003-2004 | HC Slavia Prague         | Extraliga Tchèque | 2                          | 0                          | 0                          | 0                          | 2                          |                            |                            |                            |                            |                            |                      |                      |
| 2003-2004 | HC Dukla Jihlava         | 1.Liga Tchèque    | 31                         | 3                          | 3                          | 6                          | 8                          | 15                         | 2                          | 1                          | 3                          | 8                          |                      |                      |
| 2004-2005 | HC Dukla Jihlava         | Tch-U20           | 39                         | 27                         | 32                         | 59                         | 182                        |                            |                            |                            |                            |                            |                      |                      |
| 2004-2005 | HC Dukla Jihlava         | Extraliga Tchèque | 30                         | 0                          | 2                          | 2                          | 8                          |                            |                            |                            |                            |                            |                      |                      |
| 2005-2006 | HC Dukla Jihlava         | 1.Liga Tchèque    | 47                         | 2                          | 4                          | 6                          | 28                         | 2                          | 0                          | 0                          | 0                          | 0                          |                      |                      |
| 2005-2006 | HC Zdár nad Sázavou      | 2.Liga Tchèque    | 3                          | 0                          | 2                          | 2                          | 2                          |                            |                            |                            |                            |                            |                      |                      |
| 2006-2007 | HC Dukla Jihlava         | 1.Liga Tchèque    | 37                         | 2                          | 5                          | 7                          | 14                         | 4                          | 0                          | 0                          | 0                          | 2                          |                      |                      |
| 2006-2007 | HC Benátky nad Jizerou   | 2.Liga Tchèque    | 1                          | 0                          | 0                          | 0                          | 0                          |                            |                            |                            |                            |                            |                      |                      |
| 2007-2008 | Chiefs de Garges         | Division 1        | 22                         | 23                         | 13                         | 36                         | 54                         | -                          | -                          | -                          | -                          | -                          |                      |                      |
|           |                          |                   |                            |                            |                            |                            |                            |                            |                            |                            |                            |                            |                      |                      |
| 2010-2011 | HC Pelhrimov             | 2.Liga Tchèque    | 34                         | 17                         | 17                         | 34                         | 20                         | 2                          | 0                          | 1                          | 1                          | 2                          |                      |                      |
| 2011-2012 | HC Pelhrimov             | 2.Liga Tchèque    | 32                         | 10                         | 9                          | 19                         | 60                         | -                          | -                          | -                          | -                          | -                          |                      |                      |
|           |                          |                   |                            |                            |                            |                            |                            |                            |                            |                            |                            |                            |                      |                      |
| 2015-2016 | HC Ledec nad Sazavou     | 3.Liga Tchèque    | 8                          | 2                          | 4                          | 6                          | 40                         | 7                          | 4                          | 3                          | 7                          | 6                          |                      |                      |
| 2016-2017 | HC Ledec nad Sazavou     | 3.Liga Tchèque    | 27                         | 13                         | 22                         | 35                         | 118                        | -                          | -                          | -                          | -                          | -                          |                      |                      |
| 2017-2018 | HC Ledec nad Sazavou     | 3.Liga Tchèque    | Statistiques indisponibles | Statistiques indisponibles | Statistiques indisponibles | Statistiques indisponibles | Statistiques indisponibles | Statistiques indisponibles | Statistiques indisponibles | Statistiques indisponibles | Statistiques indisponibles | Statistiques indisponibles |                      |                      |

## Carrière internationale
| Année | Équipe   | Compétition                   |   | PJ | B | A | Pts | Pun | +/- |
| 2001  | Tchéquie | Championnat du monde - 18 ans | 7 | 2  | 1 | 3 | 2   | 0   |     |